# Tuc dera Coma d'Auran
El Tuc dera Coma d'Auran és una muntanya de 2.429 metres que es troba al municipi de Vielha e Mijaran a la Vall d'Aran.